# Haijin
Haijin (海禁) (vertaald, zee ban) was een poging van het Chinese Keizerrijk om de illegale zeehandel aan banden te leggen. Het werd ingevoerd eind de veertiende eeuw en werd vervangen in 1757 door het Kantonsysteem. De maatregelen varieerde door de tijd heen.

## Ming-dynastie (1368-1644)
Keizer Hongwu, stichter van de Ming-dynastie, voerde de maatregel in tegen de Japanse Wakopiraten en voerde het Chinees tribuutsysteem in. Deze maatregelen bleken op termijn contraproductief. De frequentie en schaal van de aanvallen en plundertochten steeg aanzienlijk. De Japanners werden na verloop van tijd vervangen door de eigen bevolking en begin zestiende deden de Portugezen mee. Vanaf 1557 mochten de Portugezen nog enkel handel drijven via  Macau. De Spanjaarden slaagden er niet in een handelspost te verkrijgen, maar deden zaken met China via Manilla.
Keizer Longqing schafte in 1567 het systeem af. Chinese kooplieden mochten terug buitenlandse handel aangaan, behalve met Japan. Wapenhandel of andere smokkelwaar was verboden. Het aantal buitenlandse handelaren werd beperkt door een vergunningen- en quotasysteem. Chinese handelaren mochten het land niet langer dan een jaar verlaten. Het Manillagaljoen mocht nu rechtstreeks op China varen.

## Qing-dynastie (1644-1912)
Toen de Qing-dynastie, de Ming-dynastie verdreef vluchtte krijgsheer Koxinga naar Taiwan en stichtte daar het Koninkrijk Tungning. Keizer Kangxi verbood nu alle handel met Tungning. Hij liet de gehele  kuststrook van de provincie Guangdong ontruimen. Andere provincies in het zuid-oosten alsmede ook noordelijker gelegen provincies, zoals Shandong werden eveneens getroffen. Havens en schepen werden vernietigd, op het drijven van zeehandel stond de doodstraf. De enige handelspost die bleef was Macau. Na de verovering het Koninkrijk Tungning in 1683 werden de maatregelen versoepeld. Behalve dat de zeehandel zo goed als stil lag, hadden ook veel Chinezen het land ontvlucht.
Legale handel was weer mogelijk vanaf 1727. Vier havens werden geopend voor Europese handelaren. De Britse Oost-Indische Compagnie had al vlug door dat heffingen in de havens verschilde en speelde ze tegen elkaar uit. Keizer Qianlong vaardigde in 1757 een decreet uit dat Kanton nog de enige havenstad was waar buitenlandse handelaren werden toegelaten. Dit systeem zou tot 1842 functioneren.